# Lepton (subatomair deeltje)
Een lepton (afgeleid van λεπτός, Grieks voor 'klein' of 'fijn') is een van de drie typen subatomaire deeltjes uit het standaardmodel van de deeltjesfysica. Zowel quarks als leptonen zijn fermionen. Een hadron bestaat uit quarks, een lepton niet. Volgens de huidige kennis kan een lepton niet worden gesplitst en is het daarom een elementair deeltje.
Het woord 'lepton' werd voor het eerst gebruikt door de Belgische natuurkundige Léon Rosenfeld in zijn boek Nuclear Forces (1948).

## Verschillende soorten
Er zijn twaalf leptonen bekend: drie deeltjes met (negatieve) lading, drie corresponderende neutrino's en hun zes respectieve antideeltjes.
De massa van de antideeltjes is gelijk aan de massa van de deeltjes.
De lading van de antideeltjes is, zoals gewoonlijk, het tegengestelde van de lading van de deeltjes. Is de lading nul, dan betekent dat niet dat deeltje en antideeltje identiek zijn.
| Deeltjes          | Deeltjes                                | Deeltjes |                       | Antideeltjes                                          | Antideeltjes | Antideeltjes    |  | massa m |
| naam              | symbool                                 | lading   | naam                  | symbool                                               | lading       |                 |  | massa m |
| Elektron          | {\displaystyle e^{-}}                   | −1       | Positron              | {\displaystyle e^{+}}                                 | +1           | 511 keV         |  |         |
| Muon              | {\displaystyle \mu ^{-}}                | −1       | Antimuon              | {\displaystyle \mu ^{+}}                              | +1           | 105,6 MeV       |  |         |
| Tau               | {\displaystyle \tau ^{-}}               | −1       | Antitau               | {\displaystyle \tau ^{+}}                             | +1           | 1,777 GeV       |  |         |
| Elektron-neutrino | {\displaystyle \nu _{\mathrm {e} }}     | 0        | Elektron-antineutrino | {\displaystyle {\overline {\nu }}_{\mathrm {e} }}     | 0            | 0 < m < 2,5 eV  |  |         |
| Muon-neutrino     | {\displaystyle \nu _{\mathrm {\mu } }}  | 0        | Muon-antineutrino     | {\displaystyle {\overline {\nu }}_{\mathrm {\mu } }}  | 0            | 0 < m < 170 keV |  |         |
| Tau-neutrino      | {\displaystyle \nu _{\mathrm {\tau } }} | 0        | Tau-antineutrino      | {\displaystyle {\overline {\nu }}_{\mathrm {\tau } }} | 0            | 0 < m < 18 MeV  |  |         |

Leptonen behoren tot de fermionen, die gevoelig zijn voor alle fundamentele natuurkrachten, uitgezonderd de sterke kernkracht. Zoals alle fermionen bezitten leptonen een halftallige spin van in hun geval ½ en voldoen zij aan het uitsluitingsprincipe van Pauli.
De ladingen die bij leptonen voorkomen, zijn −1, 0 en +1. De geladen leptonen (elektron, muon, tau en hun respectievelijke antideeltjes) hebben een rustmassa. Het elektron is het lichtst. Het muon heeft ongeveer een 200 maal zo grote massa als het elektron en het tau heeft de grootste massa van ongeveer 3700 maal die van een elektron. Elk geladen lepton is geassocieerd met een neutraal neutrino. De antileptonen hebben een massa die gelijk is aan die van het lepton, alleen is de lading tegenovergesteld.